# تپه اسلامی ارسطو
تپه اسلامی ارسطو مربوط به دوران پیش از تاریخ ایران باستان است و در شهرستان شهریار، جاده اشتهارد به روستای ارسطو واقع شده و این اثر در تاریخ ۵ آذر ۱۳۷۹ با شمارهٔ ثبت ۲۸۹۱ به‌عنوان یکی از آثار ملی ایران به ثبت رسیده است.